# 里山

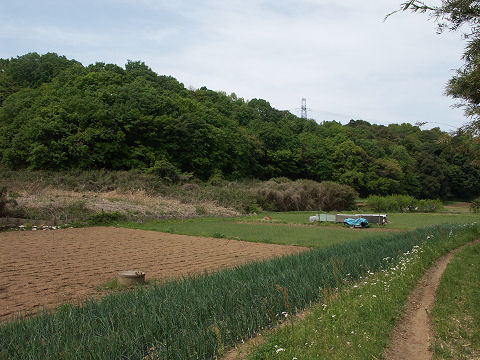
里山の風景。東京都稲城市坂浜

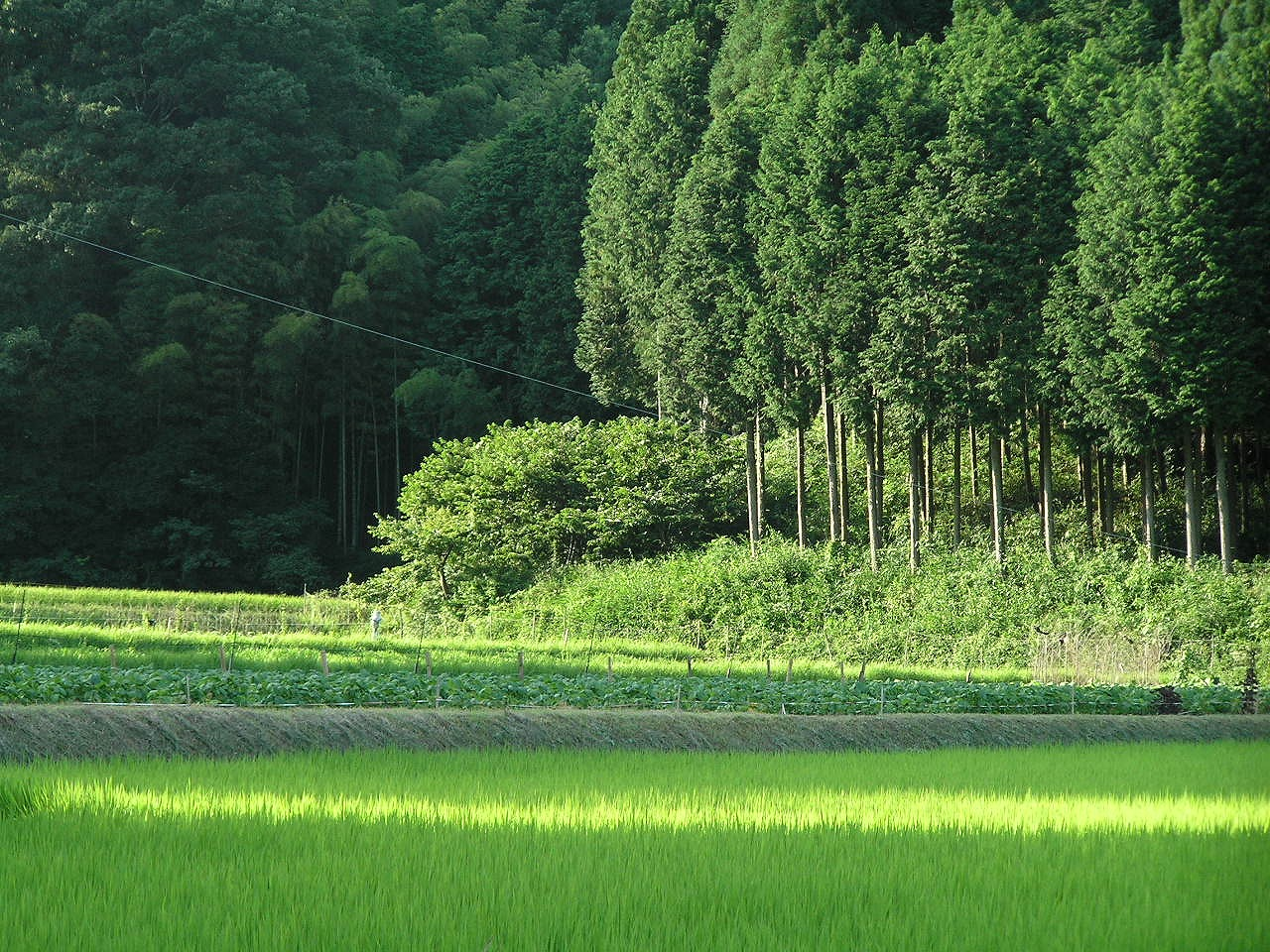
ヒノキ人工林のある里山

里山（さとやま）とは、集落、人里に隣接した結果、人間の影響を受けた生態系が存在する山をいう。深山（みやま）の対義語。

## 「里山」という語
初めて文献に「里山」という単語が現れるのは、1759年6月に尾張藩が作成した文書「木曽御材木方」である。「村里家居近き山をさして里山と申候」と記述されている。また、奈良県の吉野山地では、山を村落から近く標高が低い順に「サトヤマ」「ウチヤマ」「オクヤマ」「ダケ」と区分しており、「サトヤマ」に該当するのは集落の周囲の斜面にある畑や雑木林である。
現代に見られる里山の再評価に直接繋がる言論活動を開始した人物としては、京都大学農学部・京都府立大学などの教官を務めた四手井綱英がいる。四手井は今日的な意味での「里山」という言葉の使い方を考案したと言われる。
また、里山という語の普及に大きな影響を与えた人物としては、四手井の他に写真家の今森光彦を挙げる意見もある。飯沢耕太郎は、1995年に今森が発表した写真集『里山物語』によって、里山という語に具体的なイメージが与えられたとしている。
他に、市民の立場から1983年から「里山一斉動物調査」などの活動を行い、里山の語を普及するとともに実地体感や動物のフィールドサイン観察などを伝えた、大阪自然環境保全協会と指導した木下陸男がいる。

## 歴史
日本列島において、継続的に人間の手が入る森林が出現した時期は、少なくとも縄文時代まで遡ることができる。三内丸山遺跡の研究によって、この遺跡に起居していた縄文人集団が近隣の森に栽培種のクリやウルシを植えて利用していたことが明らかになっている。
歴史時代に入るとともに、日本列島の里山は乱伐と保護を繰り返していくこととなる。最初に里山のオーバーユースによる森林破壊が顕在化したのは畿内であり、日本書紀によると、天武天皇の6年（676年）には南淵山、細川山などで木を伐採することを禁じる勅令が出されている。

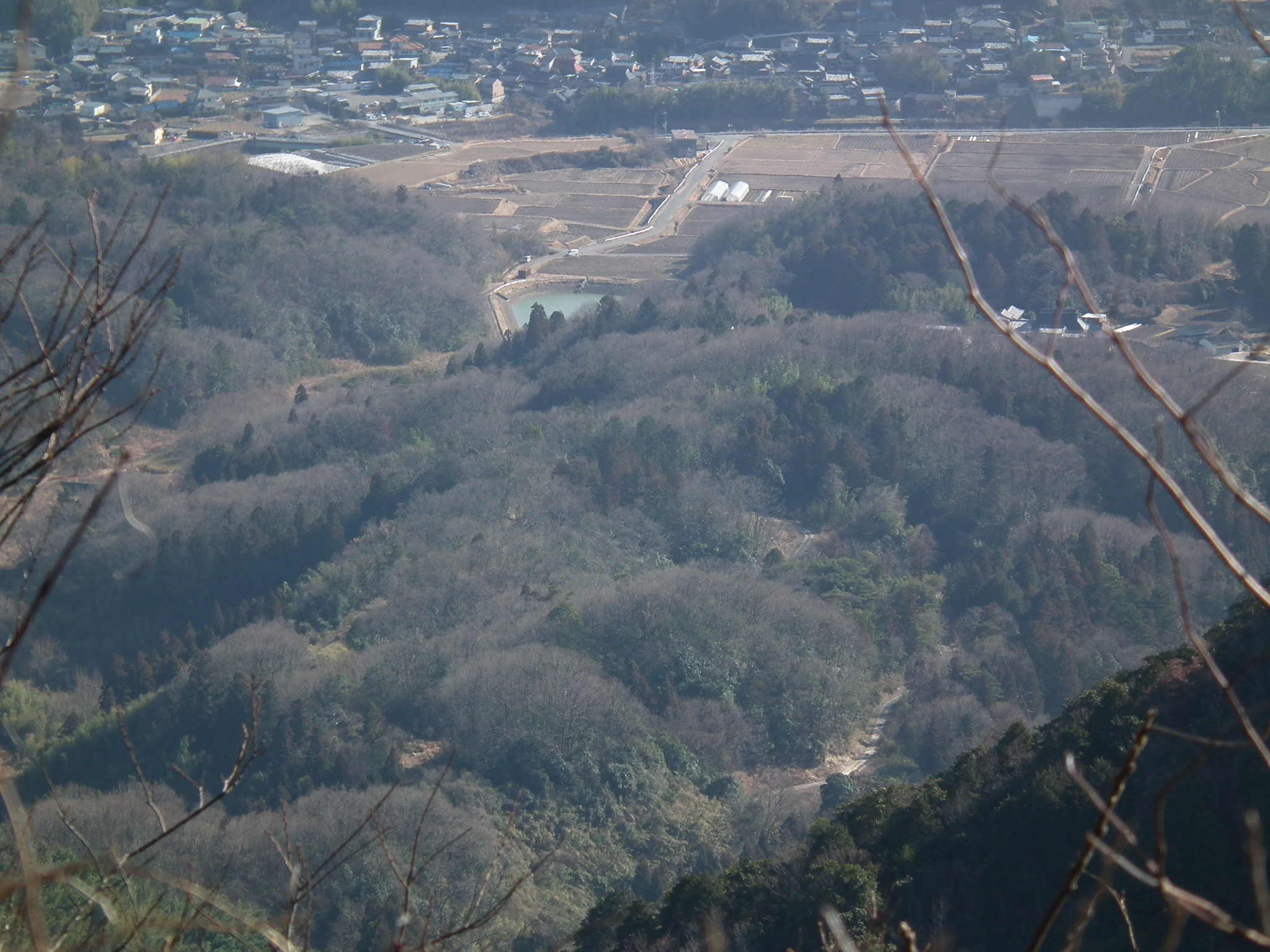
都市近郊に残された里山（神戸市北区山田町、帝釈山より俯瞰）

さらに日本列島における森林破壊は進行し、800年代までには畿内の森林の相当部分が、また1000年頃までには四国の森林も失われ、1550年代までにこの二つの地域の森林を中心にして日本列島全体の25%の森林が失われたと考えられている。
江戸時代に入っても日本列島の森林破壊は留まる所を知らず、18世紀までには本州、四国、九州、北海道南部の森林のうち当時の技術で伐採できるものの大半は失われた。こうした激烈な森林破壊の背景には日本列島の人口の急激な膨張による建材需要や、大規模な寺社・城郭の造営が相次いだことがあったと考えられている。
すなわち、18世紀までの日本列島の里山は継続的に過剰利用の状態にあり（「はげ山」参照）、「持続可能な」利用が為されていたわけではない。こうした広範な森林破壊は木材供給の逼迫をもたらしただけでなく、山林火災の増加、台風被害の激甚化、河川氾濫の増加など様々な災厄を日本列島にもたらすことになった。
このような状況を憂慮した徳川幕府は1666年（寛文6年）以降、森林保護政策に乗り出し、伐採や流通を厳しく規制した。その結果、日本列島の森林資源は回復に転じ、里山の持続可能な利用が実現した。

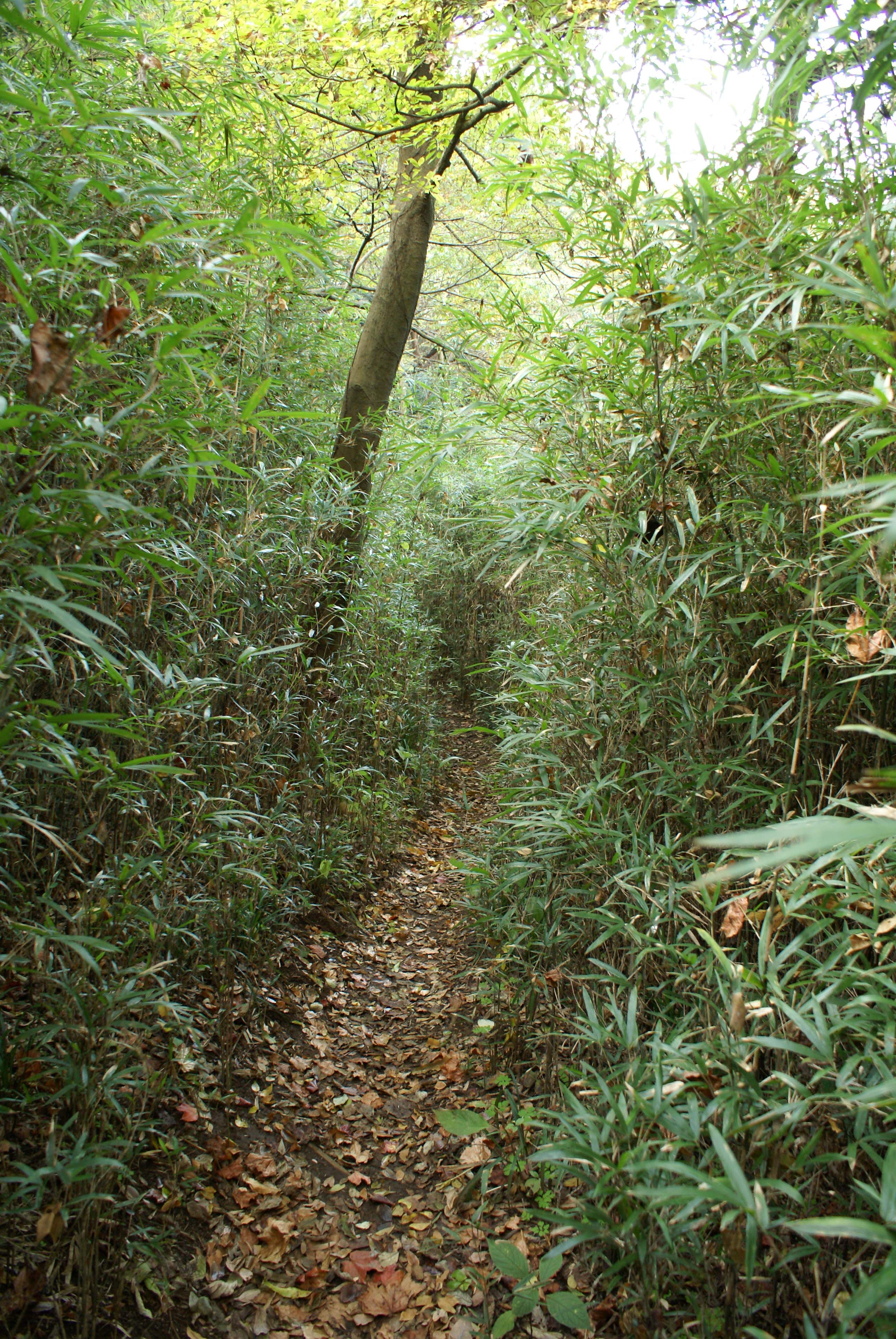
放置されアズマネザサに覆われた里山

しかし、近世の持続可能な里山利用は近代に入ると3度の危機に瀕した。最初の危機は明治維新前後で、旧体制の瓦解とともに木材の盗伐・乱伐が横行し、里山の森林が急激に失われた。東京帝国大学農科大学教授の志賀泰山（1894年）によれば、森林面積のうち木に覆われている面積は30%で、残り70%は赭山禿峰（しゃざんとくほう）であった。その後、社会の安定とともに里山の植生は一定の回復を見たものの、太平洋戦争が始まり物資が欠乏すると再び過度の伐採が行われ、各地に禿げ山が出現した。この原因は軍需物質として大木が次々に供出させられたとされる。戦中・戦後の乱伐からの回復は、1950年（昭和25年）に始まる国土緑化運動の成果を待たなければならなかった。
そして、3度目の危機が現在まで続く里山の宅地化と里山の放置である。昭和30年代から始まった家庭用燃料の化石燃料が、昭和50年代には普及し尽くし、家庭用燃料としての薪や木炭は、娯楽用途を除いてほぼ姿を消した。山間地の木質エネルギー生産現場からは、多くの収入と雇用が失なわれ、離農や過疎化が急速に進行した。エネルギー生産の役割を失った薪炭林は、拡大造林により製材用の人工林へと姿を変えたり、不在村地主化した所有者により放置された。また、化学肥料の普及や使役用家畜の消滅も里山の経済価値を失わせた。一方で農業と密接な関わりを持っているにもかかわらず、里山は農地と認められなかったため税負担が軽くなかった。こうして経済価値を失った里山は、高度成長期に入ると次々に宅地化されて消滅した。ニュータウンをはじめとする郊外の宅地化が、高度経済成長時代に都市に流入した労働力に住居を供給するため国を挙げて推進されたからである。宅地化を免れた里山も、利用価値の殆どが失われたために放置され、人間の関与が失われたことによる植生の変化（極相林化や孟宗竹の侵入による竹林化（竹害）、不法投棄される粗大ゴミや産業廃棄物による汚染にさらされている。

## 利用

### 薪炭林
広葉樹林の場合：10年から20年ごとに根を残して伐採され、薪や木炭に利用された。残された根からは再び芽（萌芽）が出るので、再び10年から20年が経過すると同じようにして利用された。好んで植えられたのは木炭などに転用しやすいクヌギやナラなどの落葉樹であった。

### アカマツ林
アカマツは建材に利用するため、長期的に育成された。アカマツの枝やアカマツの下に生える低木は燃料となった。灰はカリウム肥料として田畑に入れられた。アカマツ林で獲れる松茸の多くは売却され、現金収入をもたらした。換金性の低いキノコ類や山野草は自家消費の食料となった。その他の大木も貴重な木材として生えている状態から1本単位で藩や代官に登録され、管理された。

### 塩木山
珍しい里山の利用法としては、製塩のための燃料の供給源が挙げられる。こうした里山は塩木山と呼ばれた。製塩は大量の燃料を必要とする（年間通して生産する場合、塩田の面積の75倍の広さの森林を全て燃料として1年で消費しなければならない）ため、製塩業にとって塩木山の確保は死活問題であった。記録では8世紀後半から東大寺や西大寺などの大寺院の荘園として塩木山が存在していることが知られている。近世になると製塩業向けの燃料としての薪販売は、特に山陽地方において盛んとなった。このようなケースでは、薪を生産するのは河川によって塩田と結ばれた山間地の村であった。山間地の村の住人が里山の木を薪に加工し、銀などと交換しており、里山は必ずしも村内の自給自足経済を満たすためだけに利用されていたわけではない。こうした製塩業向けの燃料供給は石炭が一般化する19世紀初頭まで続いたが、森林再生速度を超えた伐採により森林資源が逼迫し、争いになることもあった。製塩業の他にもたたら製鉄用の燃料や陶磁器焼成の為の燃料として、里山の木は大量に消費された。

### 草山
ある山の樹木を意図的に皆伐し、山全体を草のみで覆ったものを草山と呼ぶ。近世の水田耕作では枯れ草が重要な肥料であった。村に必要な枯れ草を賄うために草山が設定され、樹木を生やさないように管理されていた。特定の水田に専用の小規模な草山を設定することもあり「田付草山」と呼ばれた。

### 多様な利用法
木材の供給源としてだけでなく、落ち葉や下生えは田畑の肥料（緑肥）、牛や豚などの家畜に与える飼葉に利用されていた。また農作業の合間に里山に入って薪やキノコを得ることは、近世の農民にとって現金収入を得る最も簡便な方法であった。緊急時の木材・現金供給源を兼ねた水源涵養林として意図的に森林の伐採を行わない里山もあった。以上のような里山の利用法の他、内山節によると、困窮した家が数年間、里山に籠もって自給自足の生活を行い、現金支出を徹底的に抑えて家計を立て直すという行動が昭和以前に見られたという（群馬県上野村の事例とされる）。

### 山の口
資源の継続的な利用のため、里山の資源には利用開始の期日が設定されることも多かった。資源利用が解禁されることを「山の口が開く」「口開け」と呼んだ。福島県南会津郡只見町倉谷の事例では、肥料用の草は盆過ぎ、クルミの実は9月15日以降、ヨシは10月上旬で霜が降りる前、マタタビの蔓は稲刈り後、カヤは萱の花が落ちてから、村で決めた日に「口開け」をしていた。

## 管理・所有
江戸期の里山は国家（将軍家や藩）が所有し、民間の利用を認めないもの（御建山などと呼ばれる）、土地は民間所有（入会地形態）であっても木材は国家所有で、伐採には国家の許可が必要なもの（御留山や御用木と呼ばれる）、土地も木材も民間所有（入会地形態）で木材伐採にも官許の不要なもの、個人所有のもの、寺社に用いられるものなど多様であった。このうち御留山を民間の材木商や村が伐採する場合には、藩に現銀による対価を支払わねばならなかった。また、民間所有の里山であっても国家に税金（山年貢などと呼ばれる）を支払うことが多かった。
前述のように、近世、特に石炭が燃料として普及する以前の日本列島における里山の負荷は一貫して高く、村落共同体は里山の植生崩壊を防止するために様々な規則を定めて対応した。これらの規則は「村掟」「村定」「村規則」などと呼ばれ、里山を入会地として持つ村のほとんどが、この種の規則を文書として備えていた。村掟によって定められる里山の利用規則は極めて詳細かつ厳密であった。例えば、肥料用の草は刈り取ってもよい量が家ごとに決められていることも珍しくなかったし、刈り取ってもよい時期が厳密に設定されている（「口開け」と呼ばれる）ことが多かった。村掟を破った者への制裁が予め決められており、多くは米や銀による科料の支払いと盗伐分の返還が科されていた。また、これらの他に労働奉仕も科される例や、盗伐者が科料を払えない場合の五人組による連帯責任による科料支払いが決められている例もある。

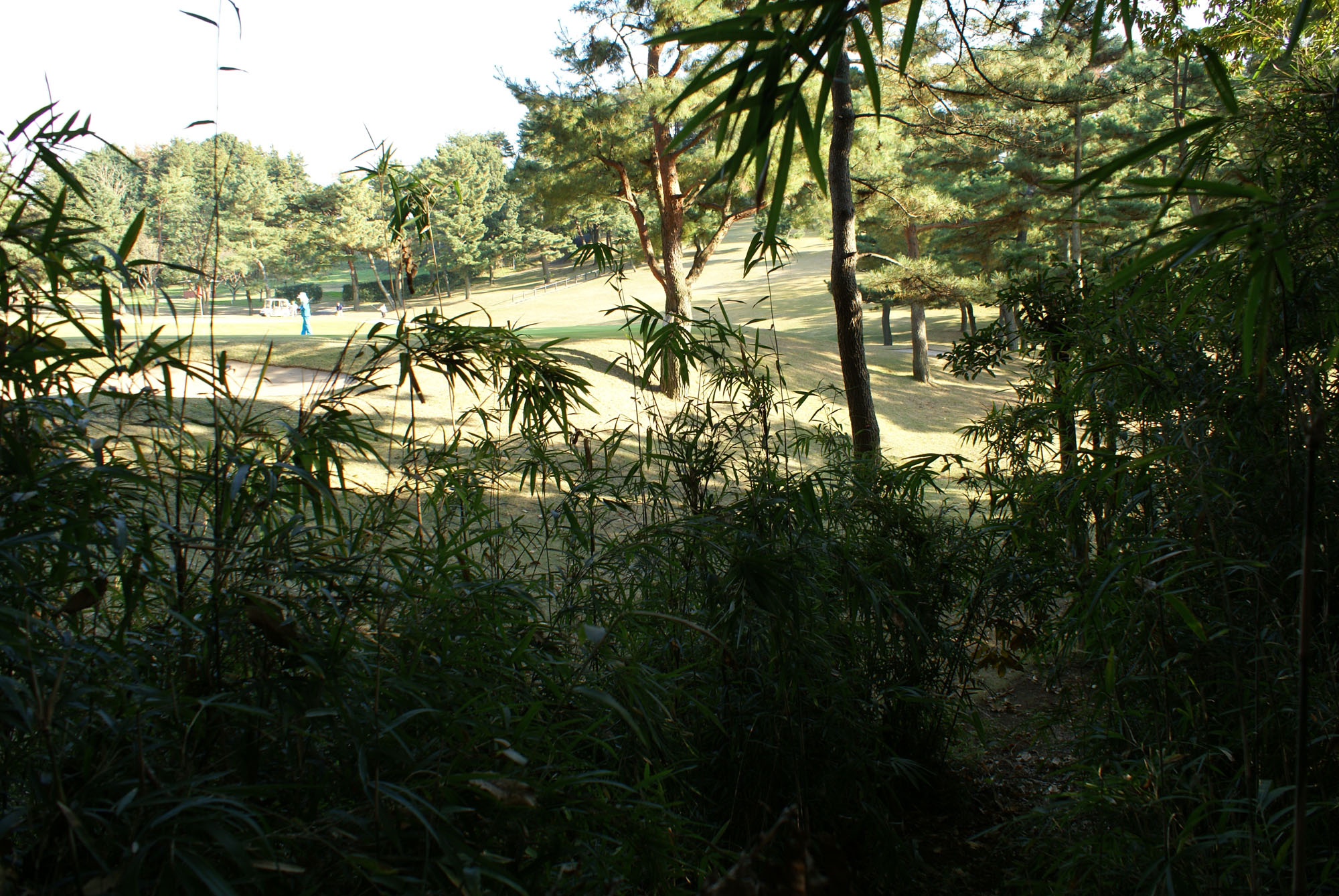
里山を切り開いて建設されたゴルフ場。

特に住民の数に対して利用可能な里山が少ない地域では、里山の管理は厳重なものであり、許可されていない場合は草を一掴み刈り取ったり、木の枝を一本折るだけでも罰せられる場合すらあった。夜間の盗伐を防ぐために持ち回りで里山の夜番をしていた村もあったほどである。これほど厳重な管理をしても里山の盗伐は頻発し、また、村々入会の里山では、里山を巡っての村と村の間での対立も続出した（山論と呼ばれる）。
明治期以降、里山は国有林となるか、あるいは細切れに分割されて個人所有となる、自治体に所有されるといった所有形態に移行した。このうち都市に隣接する地域の里山の多くはデベロッパーに転売されて、宅地やゴルフ場などのレクリエーション施設へと変貌していった。
現在の里山が抱えている問題の一つに、税負担の問題がある。山林の固定資産税そのものは宅地や農地に較べて安価に設定されているが、代替わりの際に発生する相続税では、山林の評価額は近隣の宅地の評価額から造成費を引いたものになる。しかし、実際に所有者がその価格で売却しようとしても、デベロッパーには足元を見られて買い叩かれるか、場合によっては買い手が付かないため、所有者は平地に持っている農地などを切り売りして資産価値のない山林を持ち続ける（その余力もない場合は相続税を支払えず破産する羽目に陥る）しかないのである。

## 入会地
近世では「村中入会」「村々入会」「他村持地入会」など、様々な形態の入会が存在した。「村中入会」は、特定の村の中に入会地があり、その村の住人のみが入会地を利用できるという形態である。「村々入会」は、複数の村が入会地に接しており、入会地に接する村の住人のみが入会地を利用できる形態である。また、「他村持地入会」は、ある村の住人が自村に接していない入会地を利用できる形態である。この場合、入会地を持つ村に入会料として現銀が払われることになる。入会権を持つ者は入会地の毛上（けじょう）を利用できる。なお、毛上とは動植物のことである。
こうした入会地としての里山は、明治維新とともに大きく変化することになる。明治政府の地租改正作業の中で、入会地が入会権を持つ諸個人の私有地に分割され、入会地としての機能を失うこともあった。また、入会地であることの証明がなければ官有地とするという明治政府の政策により、多くの入会地としての里山が官有地として収用されたと考えられている。この時、明治政府は明確な書証あるいは口碑がある場合にのみ、入会地を官有地にしないという方針を採ったが、書証がない入会地については、入会地に隣接する村から公式な証言が得られた場合に入会地として認めるという方法を採用した。ところが、こうした村の中には、かつて山論で敗れて入会地から排除された村もあり、かつての遺恨から執拗に入会地としての証明を拒んだり妨害する事例も見られた。
また、民俗学者の宮本常一は、明治期に官有地として没収された入会地を取り戻す訴訟を行うため、成人後に読み書きを学んだ大阪府河内長野市滝畑の人物の事例を報告している。

## 植生

竹林

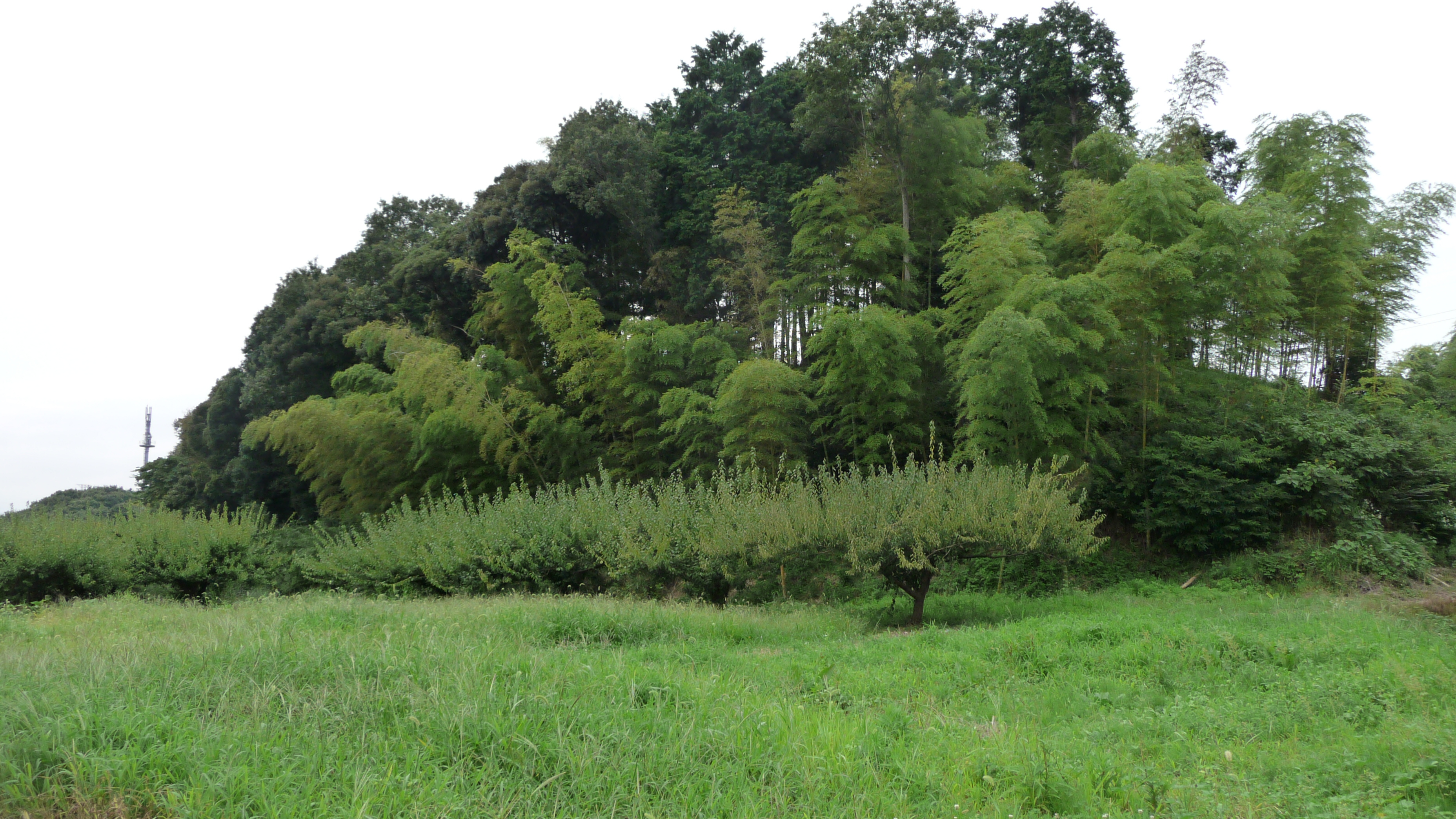
植生の層によって活用される里山、下層から畑、梅の木、竹林、雑木林 (千葉県市川市)

歴史を遡ると、近世までに日本の里山の大半はアカマツ林、あるいは草山、禿げ山となっていた。本来の植生は木材や薪の切り出しによって失われ、落ち葉や草の類も田畑の肥料として搬出されてしまったために土壌の栄養分が乏しくなり、痩せた土地でも生息できるアカマツが優勢となっていった。また、アカマツ材は樹脂が多く、水中での耐久性に優れる。そのため薪材や建材として優良な樹種でもあり、選好して植えられたということもあった。有岡利幸は、江戸期に描かれた各地の名所図会に登場する山の大半が、局所的に松が茂る禿げ山として描写されていることを、この傍証として挙げている。
しかし、化石燃料や化学肥料の普及によって里山の経済価値が失われると、里山の植生はアカマツ林から徐々に変化していった（アカマツは陽樹であるため、他の樹種が侵入してくると次の世代が繁殖できなくなる）。例えば、20世紀後半から21世紀にかけての関東近辺では、クヌギやコナラなど、落葉性のブナ科植物を中心とする森林が出現している。ちなみにこの地域の本来の極相は常緑広葉樹林であるが、近世ほどではなくともある程度の人の影響があると、このように極相ではなく落葉樹林の状態で安定する場合もある。同じような条件でも、より南の地域では、これらのほかに常緑のシイがよく出現する。このような人為的攪乱などにより、極相が壊れて成立した植生を代償植生という。
また、近年では放置された孟宗竹の竹林が無秩序に拡大して落葉樹林や広葉樹林を竹林に変えてしまう竹害も、里山の植生として無視できないものとなっている。
歴史的に見て日本列島の里山は、植生が極度に破壊された禿げ山、草山、アカマツ林から、本来の極相とは違う形で安定した二次林、あるいは竹害的な竹林、加えてその土地本来の極相林など、多様な植生が存在する場所であると言える。
自然保護の立場から、人為的撹乱がある里山を「ニセモノの森」と見る向きがある。これは、潜在自然植生を重視する考え方である。それに対して、主体を人間に置き持続可能な開発のモデルとして里山の復権を主張する考え方もある。この中には「荒れた雑木林」という新しい概念が導入されている。20世紀後半以降は薪炭採取を中心とする入会利用が廃れ、里山は完全に放置される場合が多く、本来の極相に戻りつつある地域も多い。有岡はこのような状況を評して、弥生式農耕の開始以降、平成期ほど里山が樹木に覆い尽くされている時代はなかったと指摘している。